# Szkoła naukowa
Szkoła naukowa – intelektualna wspólnota składającą się z uczonych, których jednoczą pewne idee lub sposoby podejścia do określonych problemów naukowych. Są to szkoły związane z pewnym miejscem lub ośrodkiem naukowym, wyznaczane przez dorobek wybitnego uczonego lub podejście naukowe. Często szkoły naukowe są nazywane i opisywane z pewnej perspektywy czasowej, na podstawie dorobku naukowego uczonych do nich zaliczanych.
Charakterystyczne dla szkoły naukowej jest występowanie w niej mistrza lub mistrzów – wybitnego, znanego naukowca prezentującego oryginalne, przełomowe prace naukowe – i jego uczniów czy też zwolenników. Innymi ważnymi osobami w życiu szkoły są krytycy, atakujący mistrza i jego prace. Charakterystyczne jest również zaangażowanie emocjonalne jej członków, wyrażające się przekonaniem o słuszności wybranej drogi, o wartości własnych dokonań, solidarność w ich obronie i w atakowaniu pozycji przeciwników naukowych. Rodzą się z niego takie negatywne zjawiska jak dogmatyzacja niektórych twierdzeń i przeciwdziałanie ich rewizji.

## Cykl życia
Szkoła naukowa jest zjawiskiem historycznym, powstającym, funkcjonującym i zanikającym w określonych okolicznościach i wymiarach czasowych. Szkoły upadają i są zastępowane przez inne. Szkoły wygasłe mogą się odradzać lub przeżywać nawroty. Nowe szkoły mogą być do pewnego stopnia wariantami szkół poprzednio istniejących.
Współcześnie okres trwania szkół naukowych ulega skracaniu, z racji powiększania się tempa rozwoju myśli naukowej i postępu w procesach komunikacji, przezwyciężającemu tendencje partykularystyczne. Osiągnięcia różnych szkół stają się coraz szerzej znane, nie tylko dzięki ułatwieniom komunikacyjnym, ale także dzięki coraz szerszej współpracy międzynarodowej, owocującej szybszym i pełniejszym poznaniem prac naukowych różnych ośrodków.

## Rola szkół naukowych w rozwoju nauki
Szkoły naukowe ze swej natury są statyczne z punktu widzenia rozwoju nauki, jako że wykazują tendencję do podtrzymywania określonych poglądów i przeciwstawiania się ich zmianie. Z drugiej jednak strony wielość szkół wpływa korzystnie na konkurencję pomiędzy różnymi poglądami, przyczyniającą się do rozwoju nauki.
Ocena roli szkół naukowych w nauce nie jest jednoznaczna: „…zaznaczają się daleko idące różnice poglądów. Badacze posługują się różnymi pojęciami szkoły naukowej; rola szkół w nauce bywa oceniana pozytywnie lub negatywnie, czy też pozytywnie w jednych, a negatywnie w innych aspektach, przy czym jednak oceny negatywne przeważają…” – wskazuje Kazimierz Opałek.

## Przykłady
- szkoły geograficzne
- szkoła lwowsko-warszawska